# 純粹主義
純粹主義（Purism，1920年-1925年），這种現代主義藝術又名後立體派（Post Cubism）。在藝術繪畫史上短暫。以幾何關係和構圖上的技巧在知覺的透明性上把主體形狀義意消失，把背景位移倒轉。藝術家有勒·柯布西耶（Le Corbusier）和阿梅德·奥占芳。
以新帕拉图哲学为基础，涉及到所有塑性表现的造型设计倾向。由建筑师兼画家勒·柯布西耶和画家阿梅德·奥占芳发展起来的。1920年以后，在柯布西耶的力主下，建筑领域出现了纯粹主义创作思潮。它以“数学”即秩序为基础建立新的美学观，提倡由经济法则和数字计算形成不自觉的美。建筑师应该注意的是构成建筑自身的平面、墙面和形体，并应在调整它们的相互关系中创造纯净与美的形式。“法线”是在创造纯净与美的形式的过程中，用来作为构图参考的。在建筑造型上，纯粹主义摒弃个人情感，反对装饰，认为比例是处理建筑体量与形式中最为重要的问题，提倡表现立方体，圆锥体以及它们在阳光下的光影变化为主的构图手法。萨伏伊别墅是纯粹主义的经典作品。